# Gion-Andrea Bundi
Gion-Andrea Bundi (ur. 18 maja 1976 w Thal) – szwajcarski biegacz narciarski, zawodnik klubu SSC Rätia.

## Kariera
Po raz pierwszy na arenie międzynarodowej Gion-Andrea Bundi pojawił 3 grudnia 1995 roku podczas zawodów FIS Race w Ulrichen, gdzie zajął dwunaste miejsce w biegu na 15 km techniką klasyczną. Blisko dwa miesiące później wziął udział w mistrzostwach świata juniorów w Asiago, gdzie zajął 42. miejsce w biegu na 10 km stylem klasycznym i 38. miejsce na dystansie 30 km stylem dowolnym. W Pucharze Świata zadebiutował 7 grudnia 1996 roku w Davos, zajmując 78. miejsce w biegu na 10 km stylem klasycznym. Pierwsze pucharowe punkty wywalczył 28 grudnia 1998 roku w Engelbergu, zajmując 22. miejsce w sprincie stylem dowolnym. W klasyfikacji generalnej najlepiej wypadł w sezonie 2004/2005, który ukończył na 87. pozycji. W 2002 roku wystartował na igrzyskach olimpijskich w Salt Lake City, gdzie zajął 34. miejsce w biegu na 30 km stylem dowolnym, a wspólnie z kolegami był dziesiąty w sztafecie. Kilkakrotnie startował na mistrzostwach świata, najlepszy wynik osiągając podczas mistrzostwa świata w Val di Fiemme w 2003 roku, gdzie Szwajcarzy z Bundim w składzie zajęli piąte miejsce w sztafecie. Startował także w zawodach cyklu FIS Marathon Cup, zajmując między innymi piętnaste miejsce w klasyfikacji generalnej sezonie 2004/2005. Raz stanął na podium maratonu FIS - 13 marca 2005 roku wygrał szwajcarski Engadin Skimarathon. W 2012 roku zakończył karierę.

## Osiągnięcia

### Igrzyska olimpijskie
| Miejsce | Dzień     | Rok  | Miejscowość    | Konkurencja           | Czas biegu  | Strata      | Zwycięzca          |
| ------- | --------- | ---- | -------------- | --------------------- | ----------- | ----------- | ------------------ |
| 34.     | 9 lutego  | 2002 | Salt Lake City | 30 km stylem dowolnym | 1:11:31,0 h | +4:48,6 min | Christian Hoffmann |
| 10.     | 17 lutego | 2002 | Salt Lake City | Sztafeta 4 × 10 km    | 1:32:45,5 h | +4:40,9 min | Norwegia           |

### Mistrzostwa świata
| Miejsce | Dzień     | Rok  | Miejscowość   | Konkurencja           | Czas biegu  | Strata      | Zwycięzca             |
| ------- | --------- | ---- | ------------- | --------------------- | ----------- | ----------- | --------------------- |
| 35.     | 19 lutego | 1999 | Ramsau        | 30 km stylem dowolnym | 1:15:26,2 h | +6:24,3 min | Mika Myllylä          |
| 43.     | 17 lutego | 2001 | Lahti         | 2 × 10 km łączony     | 47:15,5 min | +3:08,1 min | Per Elofsson          |
| 8.      | 22 lutego | 2001 | Lahti         | Sztafeta 4 × 10 km    | 1:36:42,5 h | +4:03,7 min | Norwegia              |
| 24.     | 25 lutego | 2001 | Lahti         | 50 km stylem dowolny  | 2:05:27,2 h | +8:50,5 min | Johann Mühlegg        |
| 5.      | 25 lutego | 2003 | Val di Fiemme | Sztafeta 4 × 10 km    | 1:31:56,4 h | +1:20,5 min | Norwegia              |
| 45.     | 1 marca   | 2003 | Val di Fiemme | 50 km stylem dowolnym | 1:54:25,3 h | +8:16,4 min | Martin Koukal         |
| 43.     | 17 lutego | 2005 | Oberstdorf    | 15 km stylem dowolnym | 34:49,7 min | +1:55,8 min | Pietro Piller Cottrer |
| 26.     | 20 lutego | 2005 | Oberstdorf    | 2 × 15 km łączony     | 1:19:20,5 h | +2:35,2 min | Vincent Vittoz        |
| DNF     | 24 lutego | 2005 | Oberstdorf    | Sztafeta 4 × 10 km    | 1:39:04.4 h | -           | Norwegia              |
| 27.     | 24 lutego | 2007 | Sapporo       | 2 × 15 km łączony     | 1:11:35,8 h | +2:21,7 min | Axel Teichmann        |
| 33.     | 24 lutego | 2007 | Sapporo       | 15 km stylem dowolnym | 35:50,0 min | +2:44,9 min | Lars Berger           |
| 10.     | 2 marca   | 2007 | Sapporo       | Sztafeta 4 × 10 km    | 1:30:49,2 h | +3:20,4 min | Norwegia              |

### Mistrzostwa świata juniorów
| Miejsce | Dzień       | Rok  | Miejscowość | Konkurs                 | Wynik       | Strata      | Zwycięzca    |
| ------- | ----------- | ---- | ----------- | ----------------------- | ----------- | ----------- | ------------ |
| 42.     | 31 stycznia | 1996 | Asiago      | 10 km stylem klasycznym | 27:42,8 min | +2:08,4 min | Per Elofsson |
| 38.     | 4 lutego    | 1996 | Asiago      | 30 km stylem dowolnym   | 1:33:18,9 h | +9:24,1 min | Fabio Santus |

### Puchar Świata

#### Miejsca w klasyfikacji generalnej
- sezon 1998/1999: ?
- sezon 1999/2000: 88.
- sezon 2000/2001: 90.
- sezon 2003/2004: 117.
- sezon 2004/2005: 87.
- sezon 2005/2006: 140.
- sezon 2006/2007: 100.
- sezon 2007/2008: 147.

#### Miejsca na podium
Bundi nigdy nie stał na podium zawodów PŚ.

### FIS Marathon Cup

#### Miejsca w klasyfikacji generalnej
- sezon 2000/2001: 40.
- sezon 2001/2002: 58.
- sezon 2002/2003: 27.
- sezon 2004/2005: 15.
- sezon 2005/2006: 25.
- sezon 2009/2010: 86.
- sezon 2011/2012: 97.

#### Miejsca na podium
| Nr | Dzień    | Rok  | Zawody              | Dystans               | Czas biegu  | Strata | Pozycja | Zwycięzca |
| -- | -------- | ---- | ------------------- | --------------------- | ----------- | ------ | ------- | --------- |
| 1. | 13 marca | 2005 | Engadin Skimarathon | 42 km stylem dowolnym | 1:34:01,7 h | -      | 1.      | -         |